# Suu Rabanal
Susana Fiorella Rabanal Cabanillas (Lima, 29 de enero de 1990), más conocida como Suu Rabanal, es una cantante peruana que ha consolidado su carrera artística en la salsa, gracias al haber formado parte de la orquesta femenina Son Tentación. Fuera de su faceta musical, es presentadora del programa radial Nova Podcast de Radio Nova.

## Biografía
Suu Rabanal nació el 29 de enero de 1990 en Lima.[cita requerida] Vivió sus primeros años en Villa el Salvador, distrito de la capital peruana.[cita requerida] Mostró su interés en la música desde los trece años allá por finales de los años 2000, en el cual le propusieron cantar en un cumpleaños sin tener la experiencia.
Pero fue en el año 2012, cuando comenzaría su carrera artística formando parte de Son Tentación, orquesta de salsa en la que más tarde la llevaría al estrellato, conformando el elenco original con Paula Arias, Yahaira Plasencia, Kate Candela y Angie Chávez. Durante su estadía en el dicho conjunto, interpretó el tema musical «Cuando una mujer decide olvidar» y la versión del sencillo «Déjala».[cita requerida] En esa época, contraería una relación sentimental con el también cantante salsero César Vega.
Tiempo después, anunció su retiro de la banda en diciembre de 2022, tras diez años de actividad, y emprendió una carrera como solista con su grupo Suu Rabanal & Orquesta a partir de febrero de 2023, cuando lanzaría su sencillo debut «Sentada en un bar», en el cual fue estrenado de manera oficial a través de la plataforma YouTube. Adicionalmente, Rabanal presta su colaboración con la también cantante Tania Pantoja para elaborar el tema «La que manda soy yo» del LP homónimo. En mayo, fue parte de su primera recopilatorio «Mix del Recuerdo», contando con temas musicales de otros intérpretes como Armando Manzanero y Leo Dan, teniendo una gran aceptación en las emisoras locales como La Karibeña. Lanzó la versión de «Con tinta roja» del grupo Hermanos Castro en septiembre. En ese mismo año, lanzó su disco en vivo bajo el nombre de Suu Rabanal (Live session) contando con lo mejor de sus temas en repertorio.
En el año 2024, asume la conducción del programa radial Nova Podcast por la emisora Radio Nova, cuya sinopsis es de entrevistas, donde se presentaron artistas del medio local.[cita requerida]

## Discografía

### LP
- 2023: La que manda soy yo
- 2023: Mix del recuerdo
- 2023: Suu Rabanal (Live session)